# Chalinga puerensis
Limenitis puerensis is een vlinder uit de onderfamilie Limenitidinae van de familie Nymphalidae. De wetenschappelijke naam van de soort is voor het eerst geldig gepubliceerd in 2017 door Tshikolovets.

## Voorkomen
De soort komt voor in China.